# Synodus ulae
Espèce
Statut de conservation UICN

 LC 03 mars 2015 : Préoccupation mineure
Synodus ulae est une espèce de poissons de la famille des Synodontidae.

## Systématique
L'espèce Synodus ulae a été décrite pour la première fois en 1953 par biologiste américain Leonard Peter Schultz (en) (1901-1986).

## Distribution
Cette espèce se croise dans les océans Atlantique, Indien, Pacifique, plus particulièrement au large d'Hawaï, du Japon, de Taïwan, Grenade, de l'Indonésie et des Philippines, à des profondeurs variant entre 1 et 121 m.

## Description
Synodus ulae peut atteindre la longueur maximale de 30,0 cm.
C'est un poisson de forme allongée, au ventre clair et au dos rougeâtre, ce qui lui a valu son nom.

## Étymologie
Son épithète spécifique, ulae, vient de l'hawaïen ulae « rouge », faisant référence à sa couleur

## Comportement

### Proies
Synodus ulae capture généralement des poissons plus petits comme des labres, des gobies, des Mullidae, des jeunes Scorpaenidae, ou des Diplogrammus xenicus.

### Parasites
Synodus ulae est l'hôte de divers parasites, notamment Bivesicula synodi, un digène ou d'ectoparasites copépodes du genre Abasia comme Abasia platyrostris, Abasia pusilla ou Abasia tripartita

## Écologie et environnement
Synodus ulae vit dans la zone benthique des océans Atlantique, Pacifique et Indien, où l'espèce chasse en enfouissant son corps dans les sédiments, et en jaillissant pour saisir les proies qui passent à proximité.

## Publication originale
- (en) Leonard P. Schultz, « Fishes of the Marshall and Marianas Islands, vol. 1 », Bulletin - United States National Museum, Washington, no 202,‎ 1953, p. 1–685, 74 plates, 90 figures (ISSN 0362-9236, OCLC 1284235, BNF 37329489, DOI 10.5479/SI.03629236.202.1, lire en ligne).